# مارغريت أرمسترونغ
مارغريت أرمسترونغ (بالإنجليزية: Margaret Armstrong)‏ هي إحصائية وجيولوجية أسترالية، ولدت في 17 يناير 1950.